# 霍爾鎮區 (北卡羅萊納州蓋茨縣)
霍爾鎮區（英語：Hall Township）是位於美國北卡羅萊納州蓋茨縣的一個鎮區。

## 地方資料
霍爾鎮區的面積為139.34平方千米，皆為陸地。根據2020年美國人口普查的數據，當地共有人口1426人，而人口密度為每平方千米10.23人。